# Famille Würth
Pour les articles homonymes, voir Würth et Wirth.
La famille  Würth  (aussi transcrit Wirth) était une famille autrichienne d’artisans orfèvres et joailliers basée à Vienne (Autriche), de la moitié du XVIIIe siècle jusqu’au début du XIXe siècle. Ils étaient spécialisés dans les objets en or et argent de style rococo et classique viennois.
Friedrich Würth établit un atelier familial à Vienne (Autriche) au début du XVIIIe siècle. Au fil de plusieurs générations, ils obtinrent une reconnaissance internationale à la fin du XVIIIe siècle et début du XIXe siècleet fournirent à l’époque la grande noblesse européenne et en particulier la cour des Habsbourgs, dont Marie-Thérèse d'Autriche et son fils Joseph II.

## Artisans notables
- - Friedrich Würth
  - Johann Joseph Würth (1706 – 1767)
  - Franz Xaver Caspar Würth
  - Ignaz Joseph Würth (1742 - 1831), fils de Johann, deviant hofsilberarbeiter
  - Ignaz Sebastian Würth (1746 – 1834), fils de Franz Caspar, cousin de Ignaz Joseph, devint hofsilberarbeiter en 1827.
  - Franz Xaver Würth (1749 -1813)
  - Johann Nepomuk Würth (1753 - 1811), fils de Franz Caspar
  - Eduard Edler von Würth, fils de Ignaz Joseph

## Œuvres notables
Les œuvres produites par l’atelier se retrouvent dans les plus grandes collections du monde. Le service d’Albert de Saxe-Teschen commissionné par Marie-Thérèse d'Autriche et l’une des œuvres les plus reconnues (1779-1782).